# Giovanni Castiglione (Kardinal, 1742)
Giovanni Castiglione (* 31. Januar 1742 in Isola di Castro, Kirchenstaat; † 9. Januar 1815 in Osimo) war ein italienischer Geistlicher, Bischof von Osimo und Kardinal.

## Leben
Er entstammte der Adelsfamilie der Castiglioni aus Mailand, zu der auch Papst Coelestin IV. sowie die Kardinäle Branda Castiglione, Giovanni Castiglione und Francesco Abbondio Castiglioni zählten. Nach Studien der Rechte und der Theologie in Rom wurde er dort Mitglied der Theologischen Akademie der Sapienza. Am 25. Januar 1781 trat Giovanni Castiglione als Referendar in den Dienst der Kurie. Papst Pius VI. ernannte ihn zunächst zum Präsidenten des Pontificium Collegium Germanicum et Hungaricum de Urbe, später zum Sekretär der Kongregation für die Güterverwaltung, dann zum Examinator der Bischöfe im Kanonischen Recht und schließlich zum Leiter des Hospizes Santo Spirito in Sassia, was er bis zu seiner Erhebung ins Kardinalat blieb. Zudem war er Kanonist der Apostolischen Pönitentiarie. Nach der ersten Wiederherstellung der päpstlichen Herrschaft über Rom ernannte ihn Papst Pius VII. am 28. Juli 1800 zum Mitglied der Kongregation für außerordentliche kirchliche Angelegenheiten, hierbei wurde er mit der rechtlichen Prüfung des Konkordats mit Frankreich von 1801 betraut.
Papst Pius VII. kreierte Giovanni Castiglione im Konsistorium vom 23. Februar 1801 zum Kardinal in pectore, dies wurde anlässlich des Konsistoriums vom 17. Januar 1803 öffentlich verkündet. Den roten Hut und die Titeldiakonie Santa Maria in Domnica wurden ihm am 28. März 1803 verliehen. Einige Tage zuvor war er bereits zum Protektor der Theologischen Akademie der Sapienza ernannt worden. Giovanni Castiglione war Mitglied der Konzilskongregation, der Kongregation für die Bischöfe und Regularen, der Indexkongregation, der Kongregation für die Güterverwaltung sowie der Ritenkongregation. Als Pro-Pönitentiar vertrat er vom 2. November 1804 bis zum 16. Mai 1805 Kardinal Leonardo Antonelli während dessen Reise nach Paris zur Kaiserkrönung Napoleons I.
Am 11. Januar 1808 wurde Giovanni Castiglione zum Bischof von Osimo e Cingoli ernannt. Die Bischofsweihe spendete ihm am 31. Januar desselben Jahres Kardinal Carlo Crivelli; Mitkonsekratoren waren Erzbischof Giuseppe Morozzo, Sekretär der Kongregation für die Bischöfe und Regularen, und Bischof Giuseppe Graziosi, Weihbischof in Palestrina. Giovanni Castiglione ist einer der wenigen Diözesanbischöfe, die zur Kardinalsklasse der Kardinaldiakone gehörten.
Beigesetzt wurde er in der Kathedrale von Osimo.